# 148 Dywizja Piechoty (III Rzesza)
148 Dywizja Piechoty (niem. 148. Infanterie-Division) – niemiecka dywizja z czasów II wojny światowej. 
Dywizję sformowano jako jednostkę zapasową do nadzorowania oddziałów szkolnych i zapasowych na Śląsku (Division Nr. 148). W 1941 r. dywizję przeniesiono do Metz we Francji i 1 października 1942 r. zreorganizowano w 148 Dywizję Rezerwową (148. Reserve-Division). W listopadzie 1942 r, dywizja wzięła udział w okupacji Vichy i została przeniesiona do Tuluzy. 18 września 1944 r. jednostkę przekształcono w jednostkę liniową (148 Dywizja Piechoty, 148. Infanterie-Division).

## Struktura organizacyjna
- Struktura organizacyjna w październiku 1944 roku:

281., 285. i 286. pułk grenadierów, 1048. pułk artylerii, 1048. batalion pionierów, 148. batalion fizylierów, 1048. oddział przeciwpancerny, 1048. oddział łączności, 1048. kompania Fla, 1048. dywizyjne oddziały zaopatrzeniowe;

## Dowódcy
- Generalleutnant Konrad Stephanus od 1 grudnia 1939,
- Generalleutnant Hermann Böttcher od 7 lutego 1940,
- General der Infanterie Hubert Gercke od 10 stycznia 1942,
- Generalleutnant Hermann Böttcher od 2 kwietnia 1942,
- Generalleutnant Friedrich-Wilhelm von Rothkirch und Panthen od 1 kwietnia 1943,
- Generalleutnant Otto Fretter-Pico od 25 września 1943,
- Generalleutnant Otto Schönherr od 20 marca 1944[5].

## Szlak bojowy
148 Dywizja Piechoty została podporządkowana Grupie Armii G już w sierpniu 1944 r. Do akcji weszła podczas alianckiej operacji desantowej w południowej Francji (Operacja Dragoon) w ramach 19 Armii. Następnie została przeniesiona do Masywu Esterel, gdzie blokowała Aliantom przejście przez Alpy francuskie do Włoch. Później jednostkę podporządkowano Grupie Armii C i skierowano w 1945 r. do walk na wybrzeżu tyrreńskim i dolinie Padu. Po załamaniu się całej Grupy Armii C dywizja kapitulowała 28 kwietnia 1945 r. 